# NRJ Music Awards de 2019
O NRJ Music Awards de 2019 foi realizado em 9 de novembro de 2019, no Palais des Festivals, em Cannes, na França. A cerimônia foi transmitida ao vivo pela rede de televisão francesa TF1 e pela estação de rádio NRJ, foi apresentada por Nikos Aliagas, e teve como canção-tema "Giant", de Calvin Harris com participação de Rag'n'Bone Man.

## Performances
| Artista(s)                  | Canção(ões) | Apresentado(s) por |
| --------------------------- | --- | ------------------ |
| Jonas Brothers              | "Sucker" | Nikos Aliagas      |
| Angèle                      | "Balance Ton Quoi" | Nikos Aliagas      |
| Tones and I                 | "Dance Monkey" | Nikos Aliagas      |
| Soprano Vincenzo            | "Le Coach" | Nikos Aliagas      |
| Aya Nakamura                | "Pookie" | Nikos Aliagas      |
| Lewis Capaldi Clara Luciani | "Someone You Loved" | Nikos Aliagas      |
| Kendji Girac Claudio Capéo  | "Que Dieu me Pardonne" | Nikos Aliagas      |
| Vitaa Slimane               | "Ça Va, Ça Vient" | Nikos Aliagas      |
| M. Pokora                   | Medley: "Les Planètes" "Elle Me Contrôle" "De Retour" "Juste une Photo de Toi" "À Nos Actes Manqués" "On Est Là" "Cette Année-là" "Tombé" | Nikos Aliagas      |
| Bigflo et Oli               | "Promesses" | Nikos Aliagas      |
| Pedro Capó Vitaa            | "Calma" | Nikos Aliagas      |
| Christophe Maé              | "Les Gens" | Nikos Aliagas      |
| Roméo Elvis                 | "Soleil" | Jonas Brothers     |
| Bilal Hassani               | "Roi" | —                  |
| Trois Cafés Gourmands       | "À Nos Souvenirs" | —                  |
| Dadju                       | "Compliqué" | Nikos Aliagas      |
| Sam Smith                   | "Dancing with a Stranger" | Nikos Aliagas      |
| Kiddy Smile                 | "Let a B!tch Know" | Nikos Aliagas      |
| Jenifer Slimane             | "Les Choses Simples" | Nikos Aliagas      |
| Clara Luciani               | "La Grenade" | Nikos Aliagas      |
| Maëlle                      | "Toutes les Machines ont un Cœur" | Nikos Aliagas      |
| Boulevard des Airs          | "Allez Reste" | —                  |
| Lenni-Kim                   | "Minuit" | —                  |
| Jonas Brothers              | "Only Human" | Nikos Aliagas      |

## Vencedores e indicados
Os vencedores foram revelados em 9 de novembro de 2019.
| Cantor Francófono (apresentado por Ingrid Chauvin e Frédéric Diefenthal) | Cantora Francófona (apresentado por Maëlle e Bilal Hassani) |
| --- | --- |
| - M. Pokora - 26% - Soprano - 19% - Slimane - 17% - Dadju - 14% - Gims - 14% - Kendji Girac - 10% | - Angèle - 44% - / Aya Nakamura - 19% - Jenifer - 16% - Vitaa - 13% - Clara Luciani - 8% |
| Cantor Internacional (apresentado por Vitaa e Slimane) | Cantora Internacional (apresentado por Salif Gueye e Vaimalama Chaves) |
| - Ed Sheeran - 43% - Shawn Mendes - 37% - Post Malone - 10% - Sam Smith - 6% - Pedro Capó - 4% | - Ariana Grande - 39% - / Camila Cabello - 23% - Lady Gaga - 23% - Taylor Swift - 8% - P!nk - 7% |
| Artista Revelação Francófono (apresentado por Dadju) | Artista Revelação Internacional (apresentado por Philippine e Gavin James) |
| - Bilal Hassani - 26% - Roméo Elvis - 24% - Lenni-Kim - 19% - Trois Cafés Gourmands - 15% - Maëlle - 10% - Boulevard des Airs - 6% | - Billie Eilish - 39% - Ava Max - 23% - Lil Nas X - 20% - Lewis Capaldi - 9% - Jorja Smith - 6% - Mabel - 3% |
| Grupo / Duo Francófono (apresentado por Jenifer e The Avener) | Grupo / Duo Internacional (apresentado por Clément Albertini, Soprano e Kendji Girac) |
| - Bigflo et Oli - 38% - Angèle & Roméo Elvis - 27% - Vitaa & Slimane - 22% - Kendji Girac & Claudio Capéo - 11% - Philippine & Gavin James - 2% | - Lady Gaga e Bradley Cooper - 35% - Shawn Mendes e / Camila Cabello - 32% - Ed Sheeran com part. de Justin Bieber - 12% - Lil Nas X com part. de Billy Ray Cyrus - 11% - Jonas Brothers - 7% - Pedro Capó e Farruko com part. de Alicia Keys - 3% |
| Clipe do Ano (apresentado por Clara Morgane e / Chris Marques) | DJ do Ano (apresentado por Kiddy Smile e Iris Mittenaere) |
| - Bigflo et Oli - "Promesses" - 19,38 % - Angèle com part. de Roméo Elvis - "Tout Oublier" - 19,17% - Soprano com part. de Vincenzo - "Le Coach" - 16,86% - Billie Eilish - "Bad Guy" - 15,07% - Ed Sheeran com part. de Justin Bieber - "I Don't Care" - 8,99% - Lil Nas X com part. de Billy Ray Cyrus - "Old Town Road" - 8,93% - Black M - "Mon beau frère" - 6,02 % - Jonas Brothers - "Sucker" - 4,95% | - DJ Snake - 45% - David Guetta - 19% - Martin Garrix - 13% - Calvin Harris - 10% - Ofenbach - 8% - Armin van Buuren - 5% |
| Canção Francófona do Ano (apresentado por Joyce Jonathan e [Lola Dubini) | Canção Internacional do Ano (apresentado por Sébastien Cauet e Emmanuel Levy |
| - Angèle com part. de Roméo Elvis - "Tout oublier" - 32% - Soprano com part. de Vincenzo - "Le Coach" - 18% - / Aya Nakamura - "Pookie" - 15% - Vitaa e Slimane - "Ça Va, Ça Vient" - 15% - Kendji Girac e Claudio Capéo - "Que Dieu me Pardonne" - 11% - Dadju - "Compliqué" - 9 % | - Shawn Mendes & / Camila Cabello - "Señorita" - 48% - Lil Nas X com part. de Billy Ray Cyrus - "Old Town Road" - 17% - DJ Snake com part. de J Balvin e Tyga - "Loco Contigo" - 10% - Lewis Capaldi - "Someone You Loved" - 10% - Calvin Harris com part. de Rag'n'Bone Man - "Giant" - 8% - Pedro Capó e Farruko com part. de Alicia Keys - "Calma" - 7% |
| Apresentação Francófona da Noite (apresentado por Nikos Aliagas) | Prêmio de Mérito (apresentado por Nikos Aliagas) |
| - Vitaa e Slimane - "Ça Va, Ça Vient" - 18 % - Bigflo et Oli - "Promesses" - 16 % - Soprano com part. de Vincenzo - "Le Coach" - 16 % - Jenifer com part. de Slimane - "Les Choses Simples" - 14 % - Angèle - "Balance Ton Quoi" - 9 % - / Aya Nakamura - "Pookie" - 9 % - Clara Luciani - "La grenade" - 7 % - Kendji Girac & Claudio Capéo - "Que Dieu Me Pardonne" - 6 % - Dadju - "Compliqué" - 5 %      | Jonas Brothers |
| Canção com Certificação de Diamante (apresentado por Nikos Aliagas) | Álbum com Certificação de Platina (apresentado por Nikos Aliagas) |
| Pedro Capó e Farruko com part. de Alicia Keys - "Calma" | Vitaa e Slimane - Versus |